# Сари-Су Алі Джамі
Сари-Су Алі Джамі (крим. Sarı Suv Ali Cami) або Сари-Сув Джамісі — мечеть у місті Карасубазар (Білогірськ) Автономної Республіки Крим, в мікрорайоні Сари-Су.
Висота мінарета становить 33 метри. В мечеті можуть перебувати до 600 осіб. Є другий ярус для жінок.

## Історія
Будівництво мечеті в Сари-Су, на в'їзді до Карасубазару (Білогірськ), почалося у 1993 році, мечеть була відкрита в 1995 році.
Місцеві жителі будували її одночасно зі своїми будинками після повернення на батьківщину з депортації.
Спонсорську підтримку у будівництві мечеті надав фонд Управління у справах релігії Туреччини.
Сари-Сув Джамісі стало для місцевих жителів символом національної єдності та відродження на рідній землі.